# Кім Кьон Сок
Кім Кьон Сок (23 червня 1972) — південнокорейський хокеїст на траві.
Срібний призер Олімпійських Ігор 2000 року, учасник 2004 року.
Переможець Азійських ігор 2002 року.
Срібний призер Трофею чемпіонів 1999 року, бронзовий призер 2000 року.